# 白云寺 (闽清县)
白云寺，是位于中国福建省福州市闽清县白樟镇白云村的一个清代古建筑，1985年入选第三批闽清县文物保护单位。
白云寺曾是坐落于白云山谷台地中的一座规模宏大的佛寺，始建于北宋景祐三年（1036年），清朝雍正、嘉庆年间两度重修，原建筑为依山势而建的三进建筑，现仅存原建筑最后一座的法堂，已改作大雄寶殿，建筑平面呈长方形，坐北朝南，东西宽33.02米，南北深27.13米，占地约895.83平方米。建筑现保存较好。